# Dunlop SV Hanau
Der Dunlop SV Hanau war ein aus der Betriebssportgemeinschaft des Gummi- und Reifenherstellers Dunlop hervorgegangener Sportverein in Hanau, dessen Fußballmannschaft Ende der 1930er Jahre in der höchsten Spielklasse, der Gauliga, spielte.
Im Fußballgeschehen der Goldschmiede- und Industriestadt war von Beginn an der FC Hanau 93 die unumstrittene Nummer eins, lediglich zeitweise konnten der FC Viktoria 94 und später 1860 Hanau dem ältesten hessischen Fußballverein das Wasser reichen. Ende der 1930er Jahre entstand im Westen der Stadt eine neue Kraft, die sich nach und nach an das Niveau der Lokalrivalen heranarbeiten konnte. Begünstigt war der Aufstieg der Werksmannschaft des seit 1893 in der Stadt ansässigen Gummifabrikanten Dunlop zum einen durch die Umstände des „Dritten Reiches“, dessen Machthaber den Betriebssport nachdrücklich förderten, zum anderen war der Namensgeber des Vereines gleichzeitig zahlungskräftiger Sponsor, der schon 1933 ein 6000 Besucher fassendes Stadion finanziert hatte.
1937 qualifizierten sich die ausnahmslos im Dunlop-Werk beschäftigten Fußballer erstmals für einen überregionalen Wettbewerb, den Tschammerpokal, schieden dort aber in der ersten Runde gegen den Eimsbütteler TV mit 0:2 aus. In der Liga stand der SV Dunlop am Ende der Spielzeit 1937/38 punktgleich mit 1860 Hanau an der Tabellenspitze der zweitklassigen Bezirksklasse und konnte das fällige Entscheidungsspiel mit 2:1 für sich entscheiden. In der sich anschließenden Aufstiegsrunde setzte sich Dunlop Hanau gegen den FC 04 Oberursel, SV Elz und Gießen 1900 durch und stieg in die Gauliga Hessen auf. In der Saison 1938/39 trafen die Werksarbeiter um den überragenden Mittelläufer Otto (Otsch) Maier (geb. am 1. Dezember 1906) in der höchsten Spielklasse nun unter anderem auf den Hanauer „Altmeister“ FC 93. Durch zwei Unentschieden zum Auftakt – das Heimspiel gegen Nachbar Wachenbuchen (1:1) fand vor immerhin 1500 Besuchern statt – sowie einem 5:2-Erfolg gegen Mitaufsteiger Kurhessen Kassel rückte die Mannschaft auf Platz drei vor und hatte damit zu Vorjahresmeister Hanau 93 aufgeschlossen. Der zeigte der Werkself im Lokalderby mit 5:1 zwar deutlich die Grenzen, doch am Ende der Runde konnte der SV Dunlop mit Platz 8 die Klasse halten. Aufgrund des Kriegsbeginns wurde die Liga in der Saison 1939/40 zwar in zwei Staffeln aufgeteilt, die Dunlop-Elf hatte aber aufgrund von personellen Problemen mit dem sportlichen Überleben zu kämpfen. In den Spielzeiten 1939/40 und 1940/41 gelang Dunlop Hanau mit jeweils nur 5 Punkten nur deshalb als Vorletzter der Klassenerhalt, weil KEWA Wachenbuchen (2 Punkte) bzw. die SpVgg 1910 Langenselbold (0 Punkte) noch schlechter abschnitten. In der Runde 1941/42 reichte es für die Mannschaft von Trainer Rudolf Keller und Kapitän Walter Krause schließlich nur noch zu einem einzigen Saisonsieg, was nach vier Jahren „Erstliga“-Zugehörigkeit den Abstieg bedeutete.